# Маркиз де Каньете

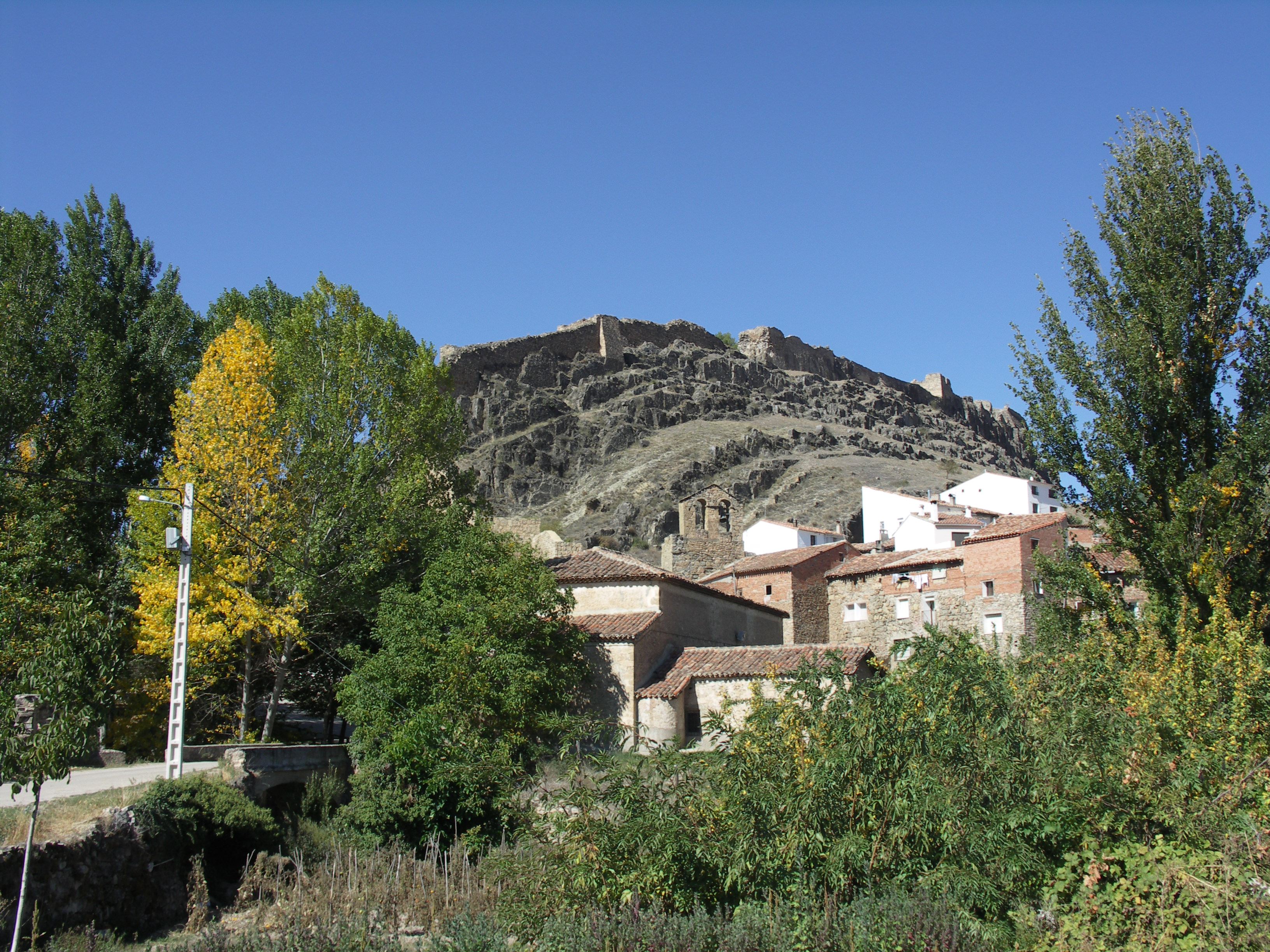
Замок Каньете, среди его владельцев был дон Альваро де Луна, фактический правитель Кастилии при короле Хуане II.

Герб дома Манрике, маркизов де Каньете

Герб дома Мендоса, маркизов де Каньете

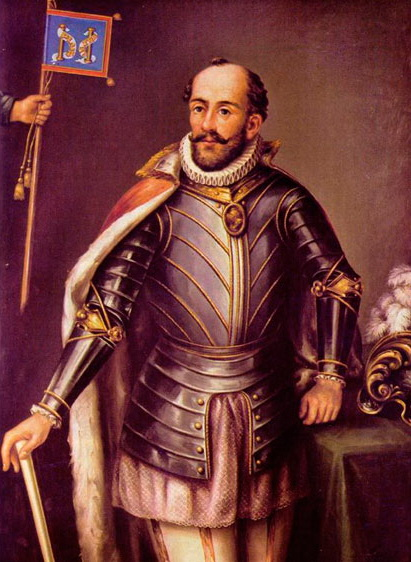
Андрес Уртадо де Мендоса (ок. 1500—1561), 2-й маркиз де Каньете, вице-король Перу (1556—1561)

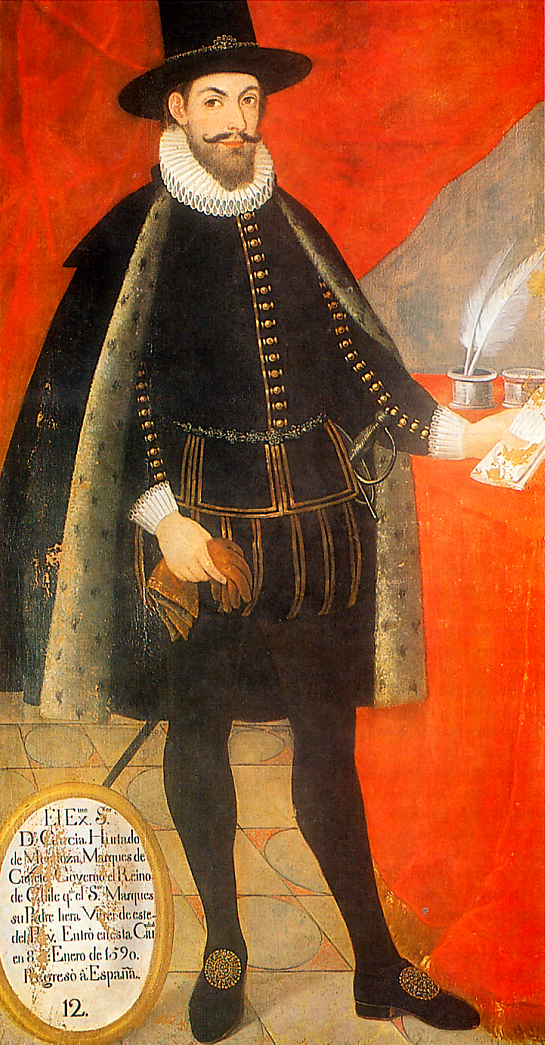
Гарсия Уртадо де Мендоса (1535—1609), 3-й граф де Каньете, вице-король Перу (1589—1596)

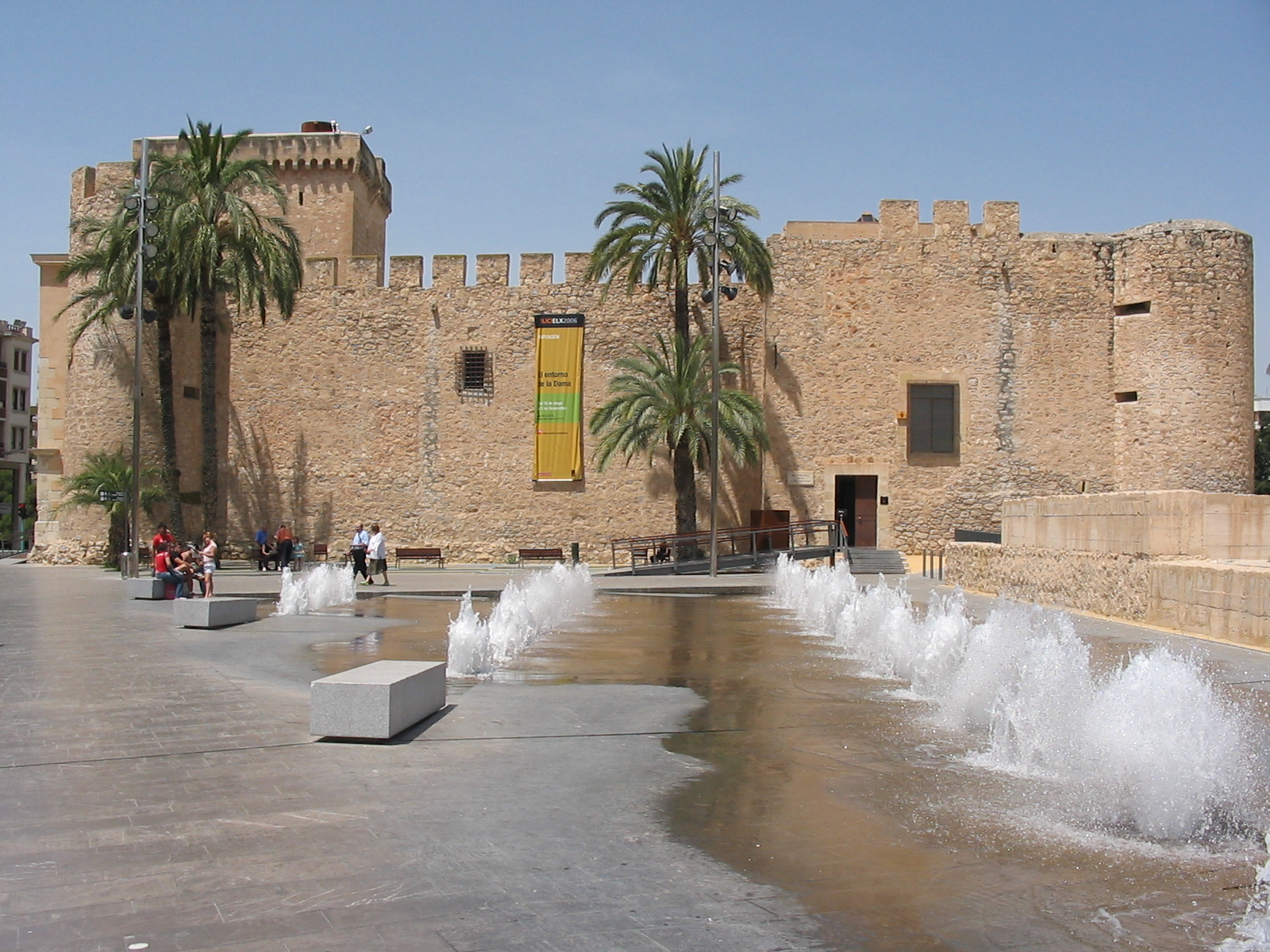
Дворец маркизов де Каньете в Эльче, провинция Аликанте, так называемый дворец Альтамира.

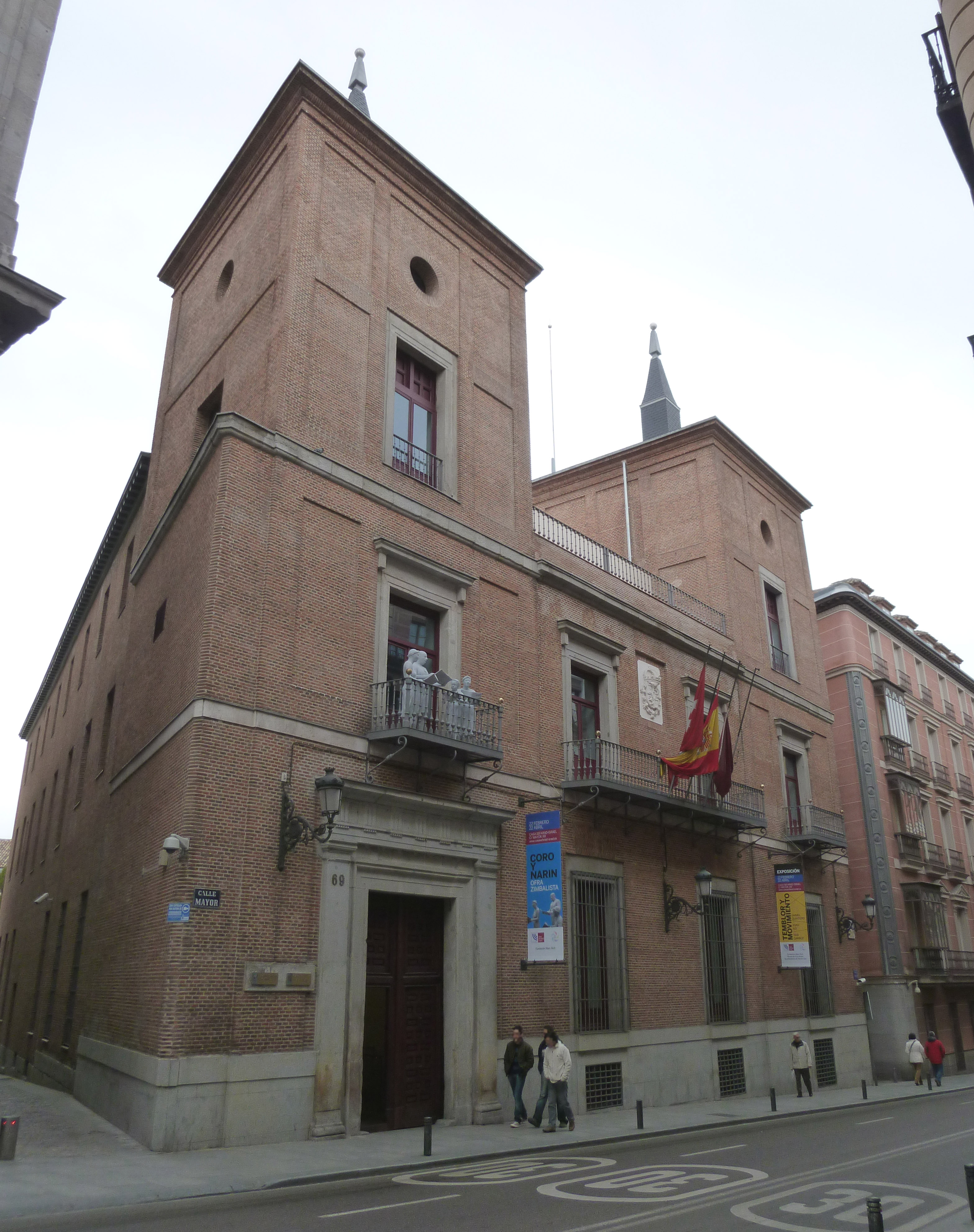
Дворец маркизов де Каньете в Мадриде (XVII век).

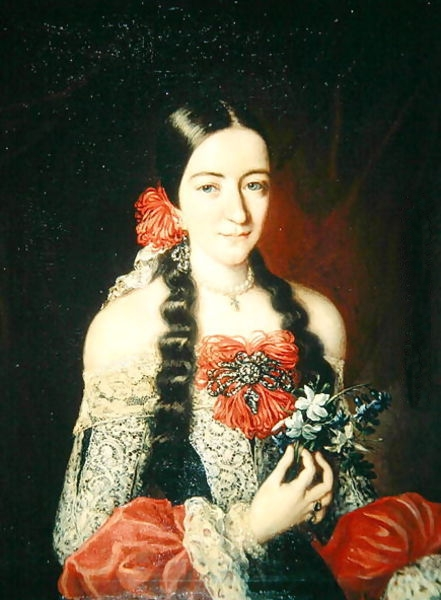
Николаса Манрике де Мендоса и Веласко (1672—1710), 11-я маркиза де Каньете

Маркиз де Каньете — испанский дворянский титул. Официально он был создан 7 июля 1530 года королем Испании Карлом I для Диего Уртадо де Мендосы и Сильвы (ок. 1490—1542).
17 ноября 1771 года король Испании Карл III предоставил титул гранда Испании Агустину Доминго Бракамоте и Давиле, 14-му маркизу де Каньете (1733—1786).
Название маркизата происходит от названия муниципалитета Каньете, провинция Куэнка, автономное сообщество Кастилия-Ла-Манча.
В некоторых публикациях упоминается качестве 1-го маркиза де Каньете Хуан Уртадо де Мендоса (? — 1490), 3-й сеньор де Каньете и дед Диего Уртадо де Мендосы и Сильвы. Он получил титул маркиза де Каньете в 1490 году от католических монархов Изабеллы Кастильской и Фердинанда Арагонского.

## Сеньоры де Каньете
- Хуан Уртадо де Мендоса (ок. 1345—1419), 1-й сеньор де Каньете, майордом королей Кастилии Энрике III и Хуана II. Сын Хуана Уртадо де Мендосы, 1-го сеньора де Альмасан (1305—1367)

1. Супруга — Мария Тельес де Кастилия, дочь Тельо Альфонсо де Кастилия, графа де Вискайя и Кастаньеда.

- Диего Уртадо де Мендоса (ок. 1380—1442), 2-й сеньор де Каньете, сын предыдущего

1. Супруга — Тереза Рамирес де Гусман, дочь Хуана Рамиреса де Гусмана, сеньора де Вильяверде, и Эльвиры Альфонсо де Бьедма, сеньоры де Вильяверде.

- Хуан Уртадо де Мендоса и Гусман (? — 1490), 3-й сеньор де Каньете, сын предыдущего

1. Супруга — Эльвира Рибанель
2. Супруга — Инес Манрике де Лара, дочь Педро Манрике де Лары и Мендосы, 8-го сеньора де Амуско, и Леонор де Кастилия и Альбуркерке.

- Онорато Уртадо де Мендоса, 4-й сеньор де Каньете, сын предыдущего

1. Супруга — Марикита Очоа
2. Супруга — Франсиска Сильва Ривера, дочь Хуана Гомеса де Сильвы, 1-го графа де Сифуэнтес, и Инес де Риверы.

- Диего Уртадо де Мендоса и Сильва (ок. 1490—1542), 5-й сеньор де Каньете, 1-й маркиз де Каньете. Сын предыдущего

1. Супруга — Изабель де Кабрера и Бобадилья, дочь Андреса де Кабреры, 1-го маркиза де Мойя, и Беатрис де Бобадильи.

## Маркизы де Каньете
|                                          | Титул                                                                                | Период                                 |
| Креация создана Католическими королями   | Креация создана Католическими королями                                               | Креация создана Католическими королями |
| ---------------------------------------- | ------------------------------------------------------------------------------------ | -------------------------------------- |
| I                                        | Хуан Уртадо де Мендоса и Гусман, 3-й сеньор де Каньете (формально)                   | 1490                                   |
| Креация создана королем Испании Карлом I |                                                                                      |                                        |
| II                                       | Диего Уртадо де Мендоса и Сильва, 5-й сеньор де Каньете                              | 1530-1542                              |
| III                                      | Андрес Уртадо де Мендоса и Кабрера                                                   | 1542-1561                              |
| IV                                       | Диего Уртадо де Мендоса и Манрике                                                    | 1561-1591                              |
| V                                        | Гарсия Уртадо де Мендоса и Манрике                                                   | 1591-1609                              |
| VI                                       | Хуан Андрес Уртадо де Мендоса и Кастро                                               | 1609-1639                              |
| VII                                      | Хуана Антония Уртадо де Мендоса и Манрике де Карденас                                | 1639-1640                              |
| VIII                                     | Тереза Антония Уртадо де Мендоса и Манрике де Карденас, 9-я герцогиня де Нахера      | 1640-1657                              |
| IX                                       | Антонио Манрике де Веласко Мендоса и Акунья, 10-й герцог де Нахера                   | 1657-1676                              |
| X                                        | Франсиско Мигель Манрике де Веласко и Техада, 11-я герцогиня де Нахера               | 1676-1678                              |
| XI                                       | Николаса Манрике де Мендоса и Веласко, 12-я герцогиня де Нахера                      | 1678-1710                              |
| XII                                      | Анна Манрике де Гевара Мендоса и Веласко, 13-я герцогиня де Нахера                   | 1710-1731                              |
| XIII                                     | Хоакин Мария Портокарреро де Боканегра и Манрике де Гевара, 14-я герцогиня де Нахера | 1731-1731                              |
| XIV                                      | Агустин Доминго Бракамонте и Давила                                                  | 1731-1786                              |
| XV                                       | Фернандо Велас де Медрано Бракамонте и Давила                                        | 1786-1791                              |
| XVI                                      | Худас Тадео Фернандес де Миранда и Вильясис                                          | 1791-1810                              |
| XVII                                     | Лусия де Рохас и Фернандес де Миранда                                                | 1810-1832                              |
| XVIII                                    | Хуан Баутиста де Керальт и Букарели                                                  | 1832-1873                              |
| XIX                                      | Иполито де Керальт и Бернальдо де Кирос                                              | 1873-1877                              |
| XX                                       | Энрике де Керальт и Фернандес Макейра                                                | 1877-1934                              |
| XXI                                      | Энрике де Керальт и Хиль-Дельгадо                                                    | 1934-1992                              |
| XXII                                     | Энрике де Керальт и Чаварри                                                          | 1992-2009                              |
| XXIII                                    | Анна Роза де Керальт и Арагон                                                        | 2009 — настоящее время.                |

## История маркизов де Каньете
- Диего Уртадо де Мендоса и Сильва (ок. 1490—1542), 1-й маркиз де Каньете. Сын Онорато де Мендосы и Франсиски де Сильвы, дочери Хуана де Сильвы и Менесеса, 1-го графа де Сифуэнтес.

1. Супруга — Изабель де Кабрера и Бобадилья, дочь Андреса де Кабреры, 1-го маркиза де Мойя, и Беатрис де Бобадильи. Ему наследовал их сын:

- Андрес Уртадо де Мендоса и Кабрера (ок. 1500 — 30 марта 1561), 2-й маркиз де Каньете, 3-й вице-король Перу (1556—1561).

1. Супруга — Магдалена Манрике, дочь Гарсии Фернандеса Манрике, 3-го графа де Осорно, и Марии де Луны и Бобадильи. Ему наследовал их сын:

- Диего Уртадо де Мендоса и Манрике (? — 1591), 3-й маркиз де Каньете.

1. Супруга — Маргарита де Пухадас.
2. Супруга — Изабель де Мендоса. Бездетен, ему наследовал его младший брат:

- Гарсия Уртадо де Мендоса и Манрике (21 июля 1535 — 19 мая 1609), 4-й маркиз де Каньете, вице-король Перу.

1. Супруга — Мария де Кастро, дочь Педро Фернандо Руиса де Кастро Андраде и Португаля, 5-го графа де Лемос, 2-го маркиза де Саррия, 4-го графа де Вильяльба и 3-го графа де Андраде.
2. Супруга — Анна Флоренсия де ла Серда. Ему наследовал его сын от первого брака:

- Хуан Андрес Уртадо де Мендоса и Кастро (1580 — 6 апреля 1639), 5-й маркиз де Каньете.

1. Супруга — Мария Пачеко, дочь Диего Пачеко Фернандеса де Кабреры и Бобадильи, 3-го графа де Чинчона, и Инес Пачеко, дочери Диего Лопеса Пачеко, 3-го маркиза де Вильена, 3-го герцога де Эскалона и 3-го графа де Хикуэна. Первый брак был бездетным.
2. Супруга — Мария Каталина де ла Серда, дочь Хуана де ла Серды и Португаля, 5-го герцога де Мединасели, 4-го маркиза де Когольюдо, 5-го граф де Пуэрто-де-Санта-Мария, и Хуаны де Ламы, 4-й маркизы де ла Адрада. Второй брак также был бездетным.
3. Супруга — Мария Манрике де Карденас, дочь Бернардино де Карденаса и Португаля, 3-го герцога де Македа, 3-го маркиза де Эльче, и Луизы Манрике де Лары, 5-й герцогини де Нахера, 7-й графини де Тревиньо, 8-й графини де Валенсия-де-Дон-Хуан.
4. Супруга — Каталина де Суньига и Сандоваль, дочь Диего Лопеса де Суньиги Авельянеды и Базана, 4-го маркиза де Ла-Баньеса, 2-го герцога де Пеньяранда-де-Дуэро, Франсиски де Сандоваль и Рохас, дочери Франсиско де Сандоваля и Рохаса, 5-го маркиза де Дения, 1-го герцога де Лерма. Четвертый брак также был бездетным. Ему наследовала его дочь от третьего брака:

- Хуана Антония Уртадо де Мендоса и Манрике де Карденас (? — январь 1640), 6-я маркиза де Каньете. Незамужняя и бездетная, её сменила её сестра:

- Тереза Антония Манрике де Мендоса (ок. 1590 — 17 февраля 1657), 7-я маркиза де Каньете, 9-я герцогиня де Нахера, 7-я герцогиня де Македа, 11-я графиня де Тревиньо, 12-я графиня де Валенсия-де-Дон-Хуан, маркиз де Эльче, 3-й маркиз де Бельмонте-де-ла-Вега-Реаль.

1. Супруг — Фернандо де Фаро, 5-й сеньор де Вимиеру из Португалии.
2. Супруг — Хуан Антонио де Торрес и Португаль, 3-й граф де Вильярдомпардо и 9-й граф де Корунья.
3. Супруг — Хуан Мария де Боха и Арагон. Все три брака оказались бездетными. Ей наследовала её племянница, дочь её сестры Николасы де Мендосы Манрике де Лары и альфонсо Фернандеса де Веласко, 3-го графа де Ла-Ревилья:

- Антонио Манрике де Веласко Мендоса и Акунья (ок. 1630 — 20 сентября 1676), 8-й маркиз де Каньете, 10-й герцог де Нахера, 12-й граф де Тревиньо, 13-й граф де Валенсия-де-Дон-Хуан, 5-й маркиз де Бельмонте, 4-й граф де Ла-Ревилья.

1. Супруга — Изабель де Карвахаль, дочь Мигеля де Карвахаля, 3-го маркиза де Ходара. Первый брак был бездетным.
2. Супруга — Мария Микаэла де Техада Мендоса и Борха. Ему наследовал его сын от второго брака:

- Франсиско Мигель Манрике де Мендоса и Веласко (5 ноября 1675 — 11 июля 1678), 9-й маркиз де Каньете, 11-й герцог де Нахера, 13-й граф де Тревиньо, 14-й граф де Валенсия-де-Дон-Хуан, 6-й маркиз де Бельмонте. Ему наследовала его сестра:

- Николаса Манрике де Мендоса и Веласко[исп.] (26 февраля 1672 — 24 февраля 1710), 10-я маркиза де Каньете, 12-я герцогиня де Нахера, 7-я маркиза де Бельмонте, 14-я графиня де Тревиньо, 14-я графиня де Валенсия-де-Дон-Хуан, 5-я графиня де Ла-Ревилья.

1. Супруг — Мигель Бельтран де Гевара, сын Бельтрана Велеса Ладрона де Гевары, 1-го маркиза де Монте-Реаль, и Каталины Велес Ладрон де Гевары, 9-й графини де Оньяте и графини де Вильямедьяна. Ей наследовал их дочь:

- Анна Мануэла Синфороса Манрике де Гевара и Мендоса и Веласко (28 июля 1691—1731), 11-я маркиза де Каньете, 13-я герцогиня де Нахера, 8-я маркиза де Бельмонте, 15-я графиня де Тревиньо, 16-я графиня де Валенсия-де-Дон-Хуан, 7-я графиня де Ла-Ревилья, 12-я графиня де Оньяте.

1. Супруг — Педро Антонио де Суньига, сын Мануэла Диего Лопеса де Суньиги, 10-го герцога де Бехара, герцога де Мандас-и-Вильянуэва, 11-го маркиза де Хибралеона, 12-го графа де Белалькасар, 11-го графа де Баньярес, виконта де ла Пуэбла-де-Алькосер.
2. Супруг — Хосе де Москосо Осорио, сын Луиса Марии Мельчора де Москосо Осорио Мендосы и Рохаса, 8-го графа де Альтамира, 10-го графа де Монтеагудо, графа де Лодоса, 7-го маркиза де Поса, 6-го маркиза де Альмасан, и его второй жены, Анхелы де Арагон Фолк де Кардоны Фернандес де Кордовы и Бенавидес, дочери Луиса Рамона Фолька де Арагона и Фернандеса де Кордовы, 6-го герцога де Сегорбе и 7-го герцога де Кардона, 5-го маркиза де Комарес, 7-го маркиза де Пальярс, 38-го графа де Ампурьяс, 12-го графа де Прадес, виконта де Вильямур и барона де Энтенса (второй брак был бездетным).
3. Супруг — Гаспар Портокарреро, 6-й маркиз де Альменара, 6-й граф де Пальма-дель-Рио, 8-й маркиз де Монтекларос, 9-й маркиз де Кастиль-де-Баюэла, сын Луиса Антонио Фернандеса Портокарреро и Москосо, 5-го графа де Пальма-дель-Рио, 7-го маркиза де Монтескларос, 8-го маркиза де Кастиль-де-Баюэла, 4-го маркиза де Альменара, и Марии Леонор де Москосо, дочери Гаспар де Мендосы и Москосо, 5-го маркиза де Альмасан и 9-го графа де Монтеагудо. Ей наследовал её сын от третьего брака:

- Хоакин Мария Портокарреро Манрике де Гевара (1729—1731), 12-й маркиз де Каньете, 7-й маркиз де Альменара, 7-й граф де Пальма-дель-Рио, 9-й маркиз де Монтескларос, 10-й маркиз де Кастиль-де-Баюэла, 8-й граф де Ла-Ревилья. Ему наследовал потомок Франсиски де Сильвы и Уртадо де мендосы, сестры Андреса Уртадо де Мендосы и Сильвы, 2-го маркиза де Каньете:

- Агустин Доминго де Бракамонте и Давила Вильялон Сапата и Фигероа (1733—1786), 13-й маркиз де Каньете, 5-й маркиз де Фуэнте-эль-Соль, 7-й маркиз де Наваморкуэнде.

1. Супруга — Мария Тереза де Рохас, дочь Хосе Антонио де Рохаса Ибарры и Агилеры, 6-го графа де Мора, и его второй жены, Изабель Антонии де Варгас и Аларкон, 4-го маркиза де Торре-де-Эстебан-Амбран. Первый брак был бездетным.
2. Супруга — Микаэла Мария де Кастехон и Сальседо, дочь Мартина Хосе де Кастехоса Камарго, 3-го графа де Вильяреа, 1-го графа де Фуэртевентура, и Хуаны де Сальседо и дель Рио, дочери Педро де Сальседо, 2-го графа де Гомара. Второй брак также оказался бездетным. Ему наследовал его племянник, сын его сестры Петрониллы де Бракамонте Давилы и Вильялон:

- Фернандо Велас де Медрадо Бракамонте и Давила де Мендоса[исп.] (23 декабря 1742 — 22 ноября 1791), 14-й маркиз де Каньете, 6-й маркиз де Фуэнте-эль-Соль, 8-й маркиз де Наваморкуэнде. Сын Хайме Хосе игнасио Веласа де Медрадо и Барроса, 3-го маркиза де Табуэрнига, и Петрониллы де Бракамонте Давила и Вильялон.

- Худас Тадео Фернандес де Миранда и Вильясис[исп.] (18 августа 1739 — 27 сентября 1810), 15-й маркиз де Каньете, 5-й маркиз де Вальдекарсана. Сын Санчо Хосе Фернандеса де Миранды Понсе де Леона (1707—1758), 4-го маркиза де Вальдекарсана, и Анны Каталины де Вильясис и де ла Куэвы (1709—1776), 7-й графини де лас Амаюэлас, грандесса Испании 1-го класса, 8-й маркизы де Тарасена и сеньоры де Вильягарсия-де-Кампос.

1. Супруга — Изабелла Филиппа Реджио (? — 1797)
2. Супруга — Луиза Хоакина Эскирива де Романи.

- Лусия Луиза де Рохас и Миранда (? — 15 июля 1832), 16-я маркиза де Каньете, 8-я графиня де Мора, 6-я маркиза де Вальдекарсана. Незамужняя и бездетная.

- Хуан Баутиста де Керальт и Букарелли (8 октября 1814 — 17 апреля 1873), 17-й маркиз де Каньете, 9-й граф де Санта-Колома, 10-й граф де лас Амаюэлас, 7-й маркиз де Альболоте, 7-й маркиз де Бесора, 9-й маркиз де Грамоса, 10-й маркиз де Алькончель, 15-й маркиз же Лансароте, 11-й маркиз де Альбасеррада, 8-й граф де ла Куэва, 17-й граф де Сифуэнтес, 8-й граф де ла Ривера, 7-й маркиз де Вальдекарсана, 14-й маркиз де Тарасена, 11-й граф де Эскаланте, 17-й граф де Тахалу, 10-й граф де Вильямор. Сын Хуана Баутисты де Керальта и Сильвы, 8-го графа де Санта-Колома и 11-го маркиза де Грамоса (1786—1865), и Марии дель Пилар Букарелли Себриан Урсия и Фернандес де Миранды, 5-й маркизы де Вальеэрмосо (1789—1828).

1. Супруга — Мария Доминга Бернальдо де Кирос и Колон де Ларреатеги (1816—1884), дочь Антонио Бернальдо де Кироса и Родригеса де лос Риоса, 6-го маркиза де Монреаль, маркиза де Сантьяго, 6-го маркиза де ла Симада, и Ипполиты Колон де Ларреатеги и Бакуэдано, дочери 12-го герцога де Верагуа. Ему наследовал их сын:

- Иполито де Керальт и Бернальдо де Кирос (22 сентября 1841 — 12 июня 1877), 18-й маркиз де Каньете, 10-й граф де Санта-Колома, 11-й граф де лас Амаюэлас, 8-й маркиз де Бесора, 10-й маркиз де Грамоса, 11-й маркиз де Алькончель, 16-й маркиз де Лансароте, 12-й маркиз де Мальбасеррада, 9-й граф де ла Куэва, 9-й граф де ла Ривера, 8-й маркиз де Вальдекарсана, 15-й маркиз де Тарасена, 12-й граф де Эскаланте, 18-й граф де Тахалу, 11-й граф де Вильямор.

1. Супруга — Мария Эльвира Фернандес-Макейра и Оянгурен (1845—1906), дочь Ремигио Фернандеса де Макейры и Фресии Оянгурен и Скуэлла. Ему наследовал их старший сын:

- Энрике де Керальт и Фернандес-Макейра (13 июля 1867 — 13 января 1933), 19-й маркиз де Каньете, 11-й граф де Санта-Колома, 12-й граф де лас Амаюэлас, 11-й маркиз де Грамоса, 12-й маркиз де Алькончель, 17-й маркиз де Лансароте, 10-й граф де ла Куэва, 10-й граф де ла Ривера, 9-й маркиз де Вальдекарсана, 16-й маркиз де Тарасена, 13-й граф де Эскаланте, 19-й граф де Тахалу, 12-й граф де Вильямор, 8-й маркиз де Вальеэрмосо, 11-й граф де Херена, виконт де XI conde de Gerena, виконт де Сертера и виконт дель Инфантадо.

1. Супруга — Мария Бригида Хиль-Дельгадо и Оласабаль (1889—1956), дочь Карлоса Антонио Валентина Хил-Дельгадо и Такона, и Марии Бригиды де Оласабаль де Кастехон, 2-й маркизы де Берна. Ему наследовал их старший сын:

- Энрике де Керальт и Хиль-Дельгадо (2 октября 1910 — 11 апреля 1992), 20-й маркиз де Каньете, 12-й граф де Санта-Колома, 14-й граф де лас Амаюэлас, 12-й маркиз де Грамоса, 13-й маркиз де Алькончель, 18-й маркиз де Лансароте, 11-й граф де ла Куэва, 11-й граф де ла Ривера, 14-й граф де Эскаланте, 20-й граф де Тахалу, 13-й граф де Вильямор, 9-й маркиз де Вальеэрмосо, 12-й граф де Херена.

1. Супруга — Мария Виктория де Чаварри Поведа (род. 1911), дочь Виктора де Чаварри и Андуиса, 1-го маркиза де Триано, и Марии Хосефы де Поведы и Эчагуэ. Ему наследовал их сын:

- Энрике де Керальт и Чаварри (8 марта 1935—2009), 21-й маркиз де Каньете, 13-й граф де Санта-Колома, 14-й граф де лас Амаюэлас, 13-й маркиз де Грамоса, 14-й маркиз де Алькончель, 15-й граф де Эскаланте, 21-й граф де Тахалу, 14-й граф де Вильямор, 10-й маркиз де Вальеэрмосо.

1. Супруга — Анна Роза де Арагон и Пинеда. Ему наследовала их дочь:

- Анна Роза де Керальт и Арагон (род. 4 ноября 1971), 22-я маркиза де Каньете.